# Павлов, Василий Васильевич
Василий Васильевич Павлов (1916—1945) — Гвардии капитан Рабоче-крестьянской Красной Армии, участник Великой Отечественной войны, Герой Советского Союза (1945).

## Биография
Василий Павлов родился 23 февраля 1916 года в Николаеве. В 1918 году переехал в Лисичанск, где окончил неполную среднюю школу и работал на заводе. Позднее окончил библиотечный техникум, работал библиотекарем. В октябре 1937 года Павлов был призван на службу в Рабоче-крестьянскую Красную Армию. Окончил Орловское танковое училище. С начала Великой Отечественной войны — на её фронтах. В боях два раза был ранен.
К январю 1945 года гвардии капитан Василий Павлов командовал 2-м танковым батальоном 49-й гвардейской танковой бригады (12-го гвардейского танкового корпуса, 2-й гвардейской танковой армии, 1-го Белорусского фронта). Отличился во время освобождения Польши. За пять дней батальон Павлова с боями прошёл на запад порядка 400 километров. 18 января 1945 года он захватил переправу через реку Бзура и плацдарм на её берегу, а 20 января в числе первых вошёл в город Радзеюв.
Указом Президиума Верховного Совета СССР от 27 февраля 1945 года за «умелое командование подразделением, мужество и героизм, проявленные в ходе Висло-Одерской операции» гвардии капитан Василий Павлов посмертно был удостоен высокого звания Героя Советского Союза. Орден Ленина и медаль «Золотая Звезда» он получить не успел, так как погиб в бою 1 марта 1945 года. Похоронен в польском городе Кальмар.

## Награды
Был также награждён двумя орденами Красного Знамени и орденом Александра Невского.

## Память
В честь Павлова названа улица в Лисичанске.